# Duga Poljana (Sjenica)
Duga Poljana (srbsky Дуга Пољана) je vesnice nacházející se v jihozápadní části Srbska, v regionu Sandžak, administrativně jde o součást opštiny Sjenica v Zlatiborském okruhu. V roce 2011 zde žilo 594 obyvatel.

## Poloha
Obec se nachází v horské krajině v nadmořské výšce okolo 1250 m nad mořem. Obklopují ji ještě vyšší kopce a pohoří Pešter, Golija a Ninaja. Území přírodního parku Golija se rozkládá několik kilometrů severně od obce. Vesnice má podobu kompaktního sídla, které je soustředěné především okolo hlavních ulic. Má svoji mešitu, islámské centrum, muslimský hřbitov, dále potom základní školu Bratrství a jednoty. Okolo obce se nachází menší lomy.

## Obyvatelstvo
Počet obyvatel vsi od roku 1980 postupně klesá, předtím víceméně stagnoval okolo 700 obyvatel. Obyvatelstvo je zde v drtivé většině bosňácké národnosti (96 %).

## Doprava
Obcí prochází silnice č. 29, která spojuje město Sjenica přes Dugou Poljanu s nedalekým Novým Pazarem. 